# برووماید (اکلاهما)
برووماید(به انگلیسی: Bromide) شهری در ایالت اکلاهما کشور ایالات متحده آمریکا است که جمعیت آن در سرشماری سال ۲۰۱۰ میلادی، ۱۶۵ نفر بوده‌است.